# Please (Pet Shop Boys)
Please è il primo album in studio del gruppo musicale britannico Pet Shop Boys, pubblicato il 24 marzo 1986 dalla Parlophone.
L'album detiene il record, nella carriera dei Pet Shop Boys, di essere quello più presente in classifica con 82 settimane di presenza nella classifica degli album britannica. Fu deciso di intitolare l'album Please in modo che le persone potessero entrare nei negozi di dischi e chiedere "Can I have the Pet Shop Boys album, Please?".

## Descrizione
L'album ha dato inizio a una carriera piena di successo per il duo che applicava (e applica tuttora) intenzionalmente il pretension intellettuale, molto spesso provocatorio e l'auto-indulgenza filosofica a una musica dalle sonorità spiccatamente dance.
Brani musicalmente non sofisticati, ma trattanti grandi temi come il singolo West End Girls e il successivo Opportunities (Let's Make Lots of Money) trainarono l'album in vetta alle classifiche di tutto il mondo. Successo che fu poi confermato dall'impegnata Suburbia e dalla canzone d'amore, con intento prettamente dance, Love Comes Quickly che, anche in virtù della altissima posizione delle classifiche dell'epoca, rimane tuttora uno dei brani più amati dei Pet Shop Boys.
Una tendenza quella dei Pet Shop Boys (quella di unire temi sociali di gran livello alla musica pop/easy/dance) che verrà sempre confermata dal duo in ogni suo lavoro.

### Ristampa
Il 4 giugno 2001 Please venne ristampato in edizione speciale a due dischi: il primo disco è l'album stesso, il secondo disco contiene materiale extra registrato negli anni 1984-1986. La ristampa di Please entrò in classifica alla posizione 103.

## Tracce
1. "Two Divided by Zero" - 3:32
2. "West End Girls" - 4:41
3. "Opportunities (Let's Make Lots of Money)" - 3:43
4. "Love Comes Quickly" - 4:18
5. "Suburbia" - 5:07
6. "Opportunities (Reprise)" - 0:32
7. "Tonight Is Forever" - 4:30
8. "Violence" - 4:27
9. "I Want a Lover" - 4:04
10. "Later Tonight" - 2:44
11. "Why Don't We Live Together?" - 4:44

Further Listening 1984–1986 – CD bonus nella riedizione del 2001
1. "A Man Could Get Arrested" (twelve-inch B-side) – 4:14
2. "Opportunities (Let's Make Lots of Money)" (full length original seven-inch)
3. "In the Night" – 4:50
4. "Opportunities (Let's Make Lots of Money)" (original twelve-inch mix) – 6:43
5. "Why Don't We Live Together?" (Original New York mix)
6. "West End Girls" (Dance Mix) – 5:11
7. "A Man Could Get Arrested" (seven-inch B-side) – 4:51
8. "Love Comes Quickly" (Dance mix) – 6:52
9. "That's My Impression" (Disco mix) – 5:20
10. "Was That What It Was?" – 5:14
11. "Suburbia" (The Full Horror) – 8:55
12. "Jack the Lad" – 4:30
13. "Paninaro" (Italian remix) – 8:35

## Classifiche
| Classifica (1986) | Posizione massima |
| ----------------- | ----------------- |
| Canada            | 3                 |
| Germania          | 3                 |
| Norvegia          | 13                |
| Nuova Zelanda     | 2                 |
| Regno Unito       | 3                 |
| Stati Uniti       | 7                 |
| Svezia            | 21                |
| Svizzera          | 20                |